# 密西根大学弗林特分校
密西根大学弗林特分校（英語：University of Michigan - Flint，简称 ），位于美国密西根州弗林特市，是一所成立於1956年的公立大學。此校在密西根大学董事会辖下、独立运作的一所公立大学，与密西根大学迪尔伯恩分校和密西根大學安娜堡类似。根據密西根大學公共事務中心表示，密西根大學三個校區獨立運作，每個校區都有自己獨特的使命和優先事項，並在當地做出決策以滿足各個校區的需求。

## 历史
早在密西根州刚成立的1837年，位于底特律的密西根尼亚大学（密西根大学的前身）迁往新兴小城安娜堡的时候，弗林特的政府就写信给州里，表达了对在弗林特设立密西根尼亚大学的分校的愿望。1944年，弗林特正式向密西根大学提出了开设卫星校区的请求。
1956年，密西根大学弗林特分校正式成立。同年，密西根大学安娜堡分校将他们最好的教师和管理人才，送到密西根大学弗林特分校，以确保密西根教育的教学任务、标准和声誉能够源远流长。密西根大学弗林特分校相比密西根大学的其他校区，在“实践”方面优势更加突出。

## 學術
密西根大学弗林特分校目前提供了100多种本科学术专业课程，並且为研究生和博士生提供了34个多方向的研究项目。學校有来自30多个国家的300多名国际学生，致力于给世界各地的学生提供世界级的教育。
密西根大学弗林特分校的管理學院和健康科學學院，都享有國家級的聲譽。
其管理學院更獲得 AACSB 美國商學院促進協會認證之殊榮。AACSB 國際認證是卓越管理教育的標誌，全球只有 5% 的商學院有資格獲得此認證殊榮，致力於高水準商管教育、延攬專家教師和創建富有挑戰性的課程。
密西根大学弗林特分校最受欢迎的专业包括：工商管理、心理学、社会工作和注册护士，新生平均保留率和满意度为72%，學校的师生比例为1:14。

## 院系
密西根大学弗林特分校設有五大学院
| 学院               | 成立时间 |
|                    |          |
| 藝術與科學学院     | 1955     |
| 管理学院           | 1975     |
| 健康科学学院       | 1982     |
| 教育與公共服務学院 | 1997     |
| 護理学院           | 1999     |

## 校园体育
位于安阿伯主校区的密西根大学狼獾队在NCAA里表现优异，然而在弗林特，密西根大学的这个分校并没有官方的校队。2013年以前在这里只有一些俱乐部性质的运动团体：
- UM-Flint 摔跤队
- UM-Flint 高尔夫队
- UM-Flint 男子冰球队
- UM-Flint 飞盘队
- UM-Flint 足球队
- UM-Flint 排球队
- UM-Flint 女子冰球队
- UM-Flint 网球队
- UM-Flint 啦啦队
- UM-Flint 女子长曲棍球队
- UM-Flint 男子长曲棍球队
- UM-Flint 橄榄球队

2013年，密西根大学弗林特分校的男子冰球队以业余队的身份参加了美国大学冰球第三级别联赛的全国锦标赛，并且最终晋级决赛。由此以后，密西根大学弗林特分校也有了自己的第一支专业校队。